# Вентрология
Вентрилоквизмът или Вентрология (от латински „говорене с корема“) е акт на сценично изкуство, при който човек (вентрилоквист или вентролог) говори без да си мърда устните и създава илюзията, че гласът му идва от другаде, обикновено кукловодски реквизит, известен като „манекен“. 
В началото вентрилоквизмът е религиозна практика. Името идва от латински „говорене с корема“ на латински: venter (корем) и на латински: loqui (говоря). Една от първите употреби на тази техника е от жрицата в храма на Аполон в Делфи, която действа като проводник на Делфийския оракул.